# Université du Peuple
L'université du peuple (en anglais : University of the People ou UoPeople) est un établissement d'enseignement accrédité par le gouvernement américain, à but non lucratif et sans frais de scolarité, basé à Pasadena, en Californie. L'établissement dispense un enseignement en ligne et a des partenariats avec les universités Harvard,, McGill, New-York (campus d'Abu Dhabi uniquement), et de Californie (campus de Berkeley, mais des renégociations de partenariat sont en cours étant donné le peu d'étudiants acceptés. ).

## Historique
L'entrepreneur Shai Reshef a lancé l'Université du Peuple en janvier 2009 afin de contrer les prix exorbitants des universités américaines et pour lesquelles de nombreux étudiants américains sont obligés de s'endetter sur de nombreuses années. Bien que l'accent soit mis sur le "sans frais de scolarité", un bachelor revient tout de même à 4 860$, un MBA à 2 940$, et un master à 3 180 $ dans la mesure où si les cours sont gratuits, passer les examens ne l'est pas. En comparaison un bachelor à Harvard revient à 198 612$.
Le lancement de l'université a été annoncé à l'ONU le 19 mai 2009. La Yale Law School a élargi son programme en matière d'éducation numérique en concluant un partenariat de recherche avec l'Université du Peuple dès septembre 2009.
L'établissement a été présenté lors de la Clinton Global Initiative en août 2010[réf. nécessaire].
En 2020, l'université devient un membre officiel du réseau des écoles de l'UNESCO (en anglais 'UNESCO global education coalition').

## Programmes académiques
L’Université offre les différentes formations suivantes :

### Administration des affaires
Le Grade d’associé (Equivalent en France d’un DEUG, BTS ou DUT selon le type de formation choisie) en Gestion des Entreprises
La Licence Gestion des Entreprises (B.Sc.)
Le Master en Gestion des Entreprises (MBA)

### Informatique
Le Grade d’associé (Equivalent en France d’un DEUG, BTS ou DUT selon le type de formation choisie) 
La Licence en Informatique (B.Sc.)

### Sciences de la Santé
Le Grade d’associé (Equivalent en France d’un DEUG, BTS ou DUT selon le type de formation choisie) 
La Licence en Sciences de la Santé (B.Sc.)

### Éducation
Le Master en éducation (M.Ed), afin d'enseigner dans un programme reconnu de bacalauréat international.